# Lagostomus
A Lagostomus az emlősök (Mammalia) osztályának a rágcsálók (Rodentia) rendjébe, ezen belül a csincsillafélék (Chinchillidae) családjába tartozó nem.

## Rendszerezés
A nembe az alábbi 2 faj tartozik:
- Lagostomus crassus Thomas, 1910 – kihalt
- pampaszinyúl vagy viszkacsa (Lagostomus maximus) Desmarest, 1817 – típusfaj